# Hortipes aurora
Hortipes aurora là một loài nhện trong họ Corinnidae.
Loài này thuộc chi Hortipes. Hortipes aurora được miêu tả năm 2000 bởi Bosselaers & Rudy Jocqué.